# Résolution 1144 du Conseil de sécurité des Nations unies
Membres permanents
- Chine
- États-Unis
- France
- Royaume-Uni
- Russie

Membres non permanents
- Chili
- Corée du Sud
- Costa Rica
- Égypte
- Guinée-Bissau
- Japon
- Kenya
- Pologne
- Portugal
- Suède

Résolution no 1143 Résolution no 1145
La résolution 1144 du Conseil de sécurité des Nations unies, adoptée à l'unanimité le 19 décembre 1997, après avoir rappelé la résolution 1103 (1997) a prolongé le mandat de la Mission des Nations unies en Bosnie-Herzégovine (MINUBH) jusqu'au 21 juin 1998. 
Le Conseil de sécurité a reconnu la mission de la MINUBH et en particulier de sa Force internationale de police pour son travail important en Bosnie-Herzégovine, notamment la restructuration de la police, la formation, les inspections d'armes, la promotion de la liberté de mouvement et l'assistance électorale. La présence des observateurs de ladite Force dépendait des arrangements en matière de sécurité et d'une force militaire internationale crédible.
Le mandat de la MINUBH a été prolongé avec la perspective d'un nouveau renouvellement à moins que les arrangements de sécurité fournies par la Force de stabilisation (SFOR) ne soient modifiées. Un soutien a été apporté aux recommandations de la Conférence de mise en œuvre de la paix de Bonn et le secrétaire général Kofi Annan a été encouragé à procéder à une restructuration de la Force internationale de police et à tenir le Conseil informé de ses progrès ainsi que de faire rapport tous les trois mois sur le mandat de la MINUBH dans son ensemble. D'autres mesures comprenaient la formation de la police pour le contrôle des foules, les retours de réfugiés, le crime organisé, la corruption, le terrorisme et la contrebande. Les États membres ont été invités à fournir des formations, du matériel et d'autres formes d'assistance aux forces de police locales.
Enfin, la résolution rendait hommage aux victimes de l'accident d'hélicoptère du 17 septembre 1997, parmi lesquelles figuraient des membres du Bureau du haut représentant international en Bosnie-Herzégovine, de la Force internationale de police des Nations unies et du programme d'assistance bilatérale. 

## Voir également
- Guerre de Bosnie-Herzégovine
- Accords de Dayton
- Guerres de Yougoslavie